# گوی نشانگر
گوی نشانگر، نشانگرهای ایمنی هستند که بر روی کابل‌های برق فشارقوی که در ارتفاع بالا هستند قرار داده می‌شود. مهمترین کاربرد این گوی‌ها نشان دادن مسیر عبور کابل‌ها برای هواپیما و بالگردها و جلوگیری از برخورد است.نصب این گوی در خطوط انتقال هوایی فشار قوی‌ای که در ارتفاعات نصب شده‌اند برای همخوانی با استانداردهای های ایکائو لازم است.

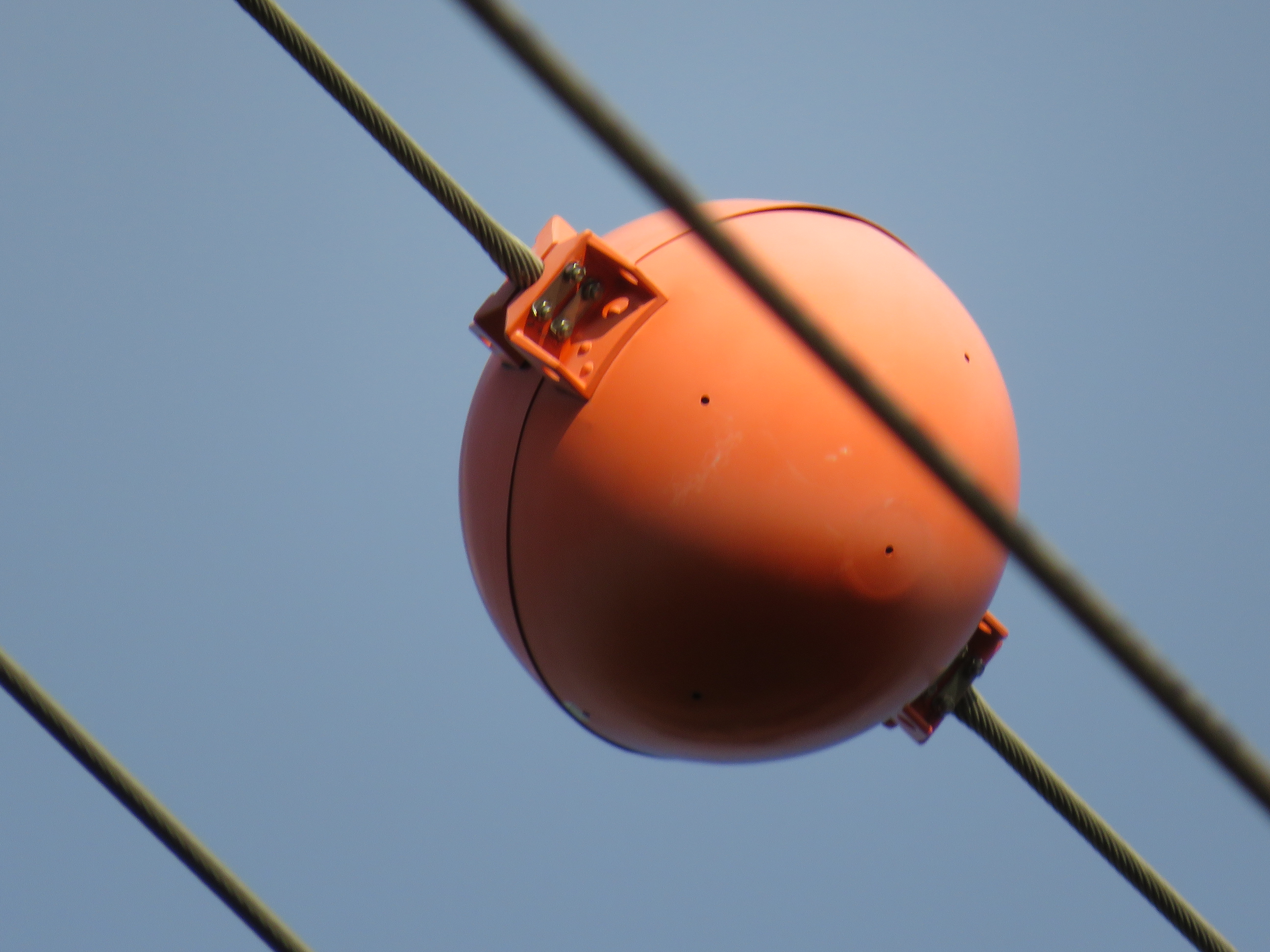

## مشخصات فنی
جنس این گوی‌ها از آلومینیوم است و قطر این گوی‌ها بالای ۶۰۰ میلیمتر است. وزن گوی در نمونه‌های استاندارد ۷ کیلوگرم است.